# Jean Vischer
Jean Vischer (né à Bergues vers 1561 et mort à Ypres le 26 mai 1613) est un ecclésiastique qui fut évêque d'Ypres de 1610 à 1613.

## Biographie
Il fut consacré par l'évêque de Saint-Omer par Jacques Blaes avec comme co-consécrateurs Charles Maes et Charles Philippe de Rodoan (en).